# 춘윈

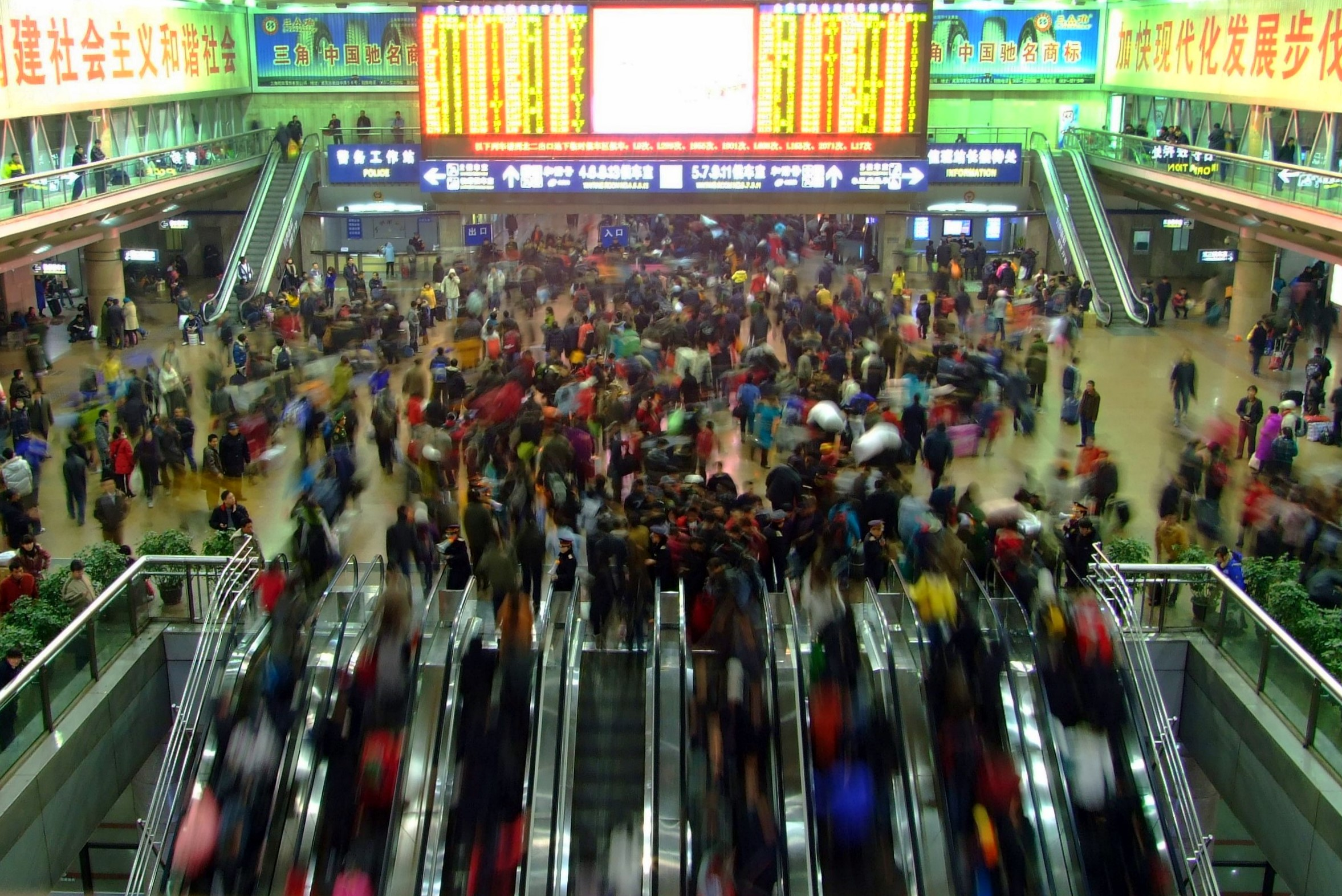
2009년 봄 춘윈 시기의 베이징 서역 내

춘윈(중국어 간체자: 春运, 정체자: 春運, 병음: Chūnyùn)은 중국에서 구정 무렵에 교통량이 매우 많아지는 현상을 의미한다. 일반적으로 구정 전 15일부터 후 25일경까지 약 40일에 걸쳐 일어난다. 춘윈 기간에 이동하는 여객의 연인원은 중국의 인구를 초과하고, 2008년에는 20억명을 넘었다는 보도도 있다. 인류 최대의 연례적인 인구 이동이라고 알려져 있다. 과도한 집중을 피하기 위해 정부도 기간 동안 이주 노동자의 이동을 금지하는 법령을 내는 등 대책을 강구하고 있지만, 해소에는 이르지 않고 심각한 사회 문제가 되고 있다.

## 같이 보기
- 황금주 (휴일)